# Регата великих вітрильників
Регата великих вітрильників (англ. Tall Ships' Races) була створена для збереження морських традицій і навчання молоді з різних країн мистецтву плавання під вітрилами. Регата проводиться щорічно в європейських водах і складається, як правило з кількох етапів перегонів по декілька сотень морських миль і «круїзу в компанії» — переходу без змагань. Не менше половини екіпажу кожного судна, що бере участь у перегонах, повинна складати молодь у віці від 15 до 25 років.

## На борту
Екіпажі, як правило, інтернаціональні, досвід не вимагається. Учасник-стажист (англ. trainee) може записатися в екіпаж як на окрему гонку, так і на усю регату, може брати участь в управлінні судном, але це передусім пригода, орієнтована на залучення молоді. Навчання технічним аспектам мореплавання не є головним завданням. Акцент робиться на роботу в команді, розвиток особистих якостей, неформальне спілкування представників різних культур.

## У порту
Між етапами перегонів вітрильники декілька днів стоять в порту, що приймає регату, надаючи жителям і гостям міста можливість піднятися на борт. Екіпажі діляться враженнями, беруть участь у змаганнях і конкурсах, знайомляться з пам'ятками міста. У програму також входить парад екіпажів, нагородження переможців в різних номінаціях, вечірка і святковий феєрверк. Завершується стоянка-фестиваль парадом вітрил.

## Вітрильники
Брати участь в регаті може будь-яке однокорпусне вітрильне судно, що має довжину по ватерлінії понад 9,14 м, і відповідає встановленим вимогам безпеки міжнародної навчальної вітрильної асоціації Sail Training International (STI).
Нині у перегонах беруть участь і приватні яхти, і навчальні вітрильники ВМС і судна університетів різних країн, і репліки історичних суден, що належать мореходним школам і клубам.
Відповідно до типу вітрильного озброєння і розмірів корпусу судна-учасники підрозділяються на 4 класи:
- A — усі судна з прямим вітрильним озброєнням і усі судна більше 40 м завдовжки (LOA), незалежно від типу озброєння.
- B — судна з традиційним вітрильним озброєнням (гафельні шлюпи, кетчi, іоли і шхуни), довжина (LOA) яких не перевищує 40 м.
- C — судна з сучасним вітрильним озброєнням (бермудські шлюпи, кетчі, іоли і шхуни), довжина (LOA) яких не перевищує 40 м, не несуть спінакер (і подібні до нього вітрила).
- D — судна з сучасним вітрильним озброєнням (бермудські шлюпи, кетчі, йоли і шхуни), довжина (LOA) яких не перевищує 40 м, несуть спінакер (чи подібні до нього вітрила).

## Історія
Ідея зібрати кадетів і юних моряків з різних країн для участі у дружньому змаганні з'явилася в 1953 році. Утілили її в життя Бернард Морган, відставний юрист з Лондона, і Педро Теотоніо Перейра, посол Португалії у Великій Британії. У 1956 p. відбулася гонка 20 вітрильників, що збереглися, по маршруту Торкі, Південна Англія, — Лісабон, Португалія, яка була задумана як останнє прощання з епохою великих вітрильних суден. Проте громадський інтерес був такий великий, що організатори заснували навчальну вітрильну асоціацію Sail Training International (STI) для планування майбутніх заходів. Відтоді регата великих вітрильників проводиться щорічно у різних частинах світу, збираючи мільйони глядачів і більше сотні навчальних суден.
У період з 1973 по 2003 роки регата проводилася під назвою Регата великих вітрильників «Катті Сарк» відповідно до умов спонсорування її виробником однойменного віскі.

## Фінал Регати великих вітрильників
| Н.п. | Патронат        | Рік  | Господар зльоту        | Траса регат | Переможець                         | STI Приз Трофі                  |  |
| ---- | --------------- | ---- | ---------------------- | --- | ---------------------------------- | ------------------------------- |  |
| 0    | Швеція          | 1938 | Стокгольм (неофіційно) | до Стокгольму |                                    |                                 |  |
| 1    | •               | 1956 | Лісабон                | Торбей — Лісабон | Мояна                              |                                 |  |
| 2    | Іспанія         | 1958 | Лас Пальмас            | Брест — Ла-Корунья — Пальмас                                                                                            |                                    |                                 |  |
| 3    | •               | 1960 | Осло • Неаполь         | Осло — Остенда • Канни — Неаполь                                                                                        |                                    |                                 |  |
| 4    | Нідерланди      | 1962 | Роттердам              | Торбей — Роттердам |                                    |                                 |  |
| 5    | Португалія      | 1964 | Лісабон                | Плімут — Лісабон |                                    |                                 |  |
| 6    | Франція         | 1965 | Шербур                 | Саутсея — Шербур |                                    |                                 |  |
| 7    | Нідерланди      | 1966 | Ден-Гельдер            | Саутсея — Шербур — Фалмут — Ско — Ден-Гельдер                                                                           |                                    |                                 |  |
| 8    | Нідерланди      | 1967 | Шербур                 | Саутсея — Шербур |                                    |                                 |  |
| 9    | •               | 1968 | Гетеборг • Шербур      | Гетеборг — Крістіансанн — Гарвіч — Саутсія — Шербур                                                                     |                                    |                                 |  |
| 10   | Франція         | 1969 | Шербур                 | Веймут — Сен-Мало — Саутсія — Шербур                                                                                    |                                    |                                 |  |
| 11   | Велика Британія | 1970 | Плімут                 | |                                    |                                 |  |
| 12   | Франція         | 1971 | Сен-Мало               | |                                    |                                 |  |
| 13   | Велика Британія | 1972 | Ско (Уолсі)            | | Дар Помор'я                        |                                 |  |
| 14   | Велика Британія | 1973 | Ферт-оф-Клайд          | |                                    |                                 |  |
| 15   | •               | 1974 | Гдиня • Портсмут       | Копенгаген — Гдиня • Дартмут — Ла-Корунья — Сен-Мало — Портсмут                                                         | Товарищ                            |                                 |  |
| 16   | США             | 1976 | Нью Йорк               | | Горф Фок II                        |                                 |  |
| 17   | Велика Британія | 1977 | Ферт-оф-Клайд          | Солент — Гавр — Ферт-оф-Клайд                                                                                           |                                    |                                 |  |
| 18   | Норвегія        | 1978 | Осло                   | Гетеборг — Грейт-Ярмут — Осло                                                                                           |                                    |                                 |  |
| 19   | Велика Британія | 1979 | Мен (острів)           | Фовей — Мен (острів) |                                    |                                 |  |
| 20   | Нідерланди      | 1980 | Амстердам              | Кіль — Карлскруна — Фредеріксгавен — Амстердам                                                                          | Погір'я • Дар Помор'я              |                                 |  |
| 21   | Бельгія         | 1981 | Остенда                | Грейт-Ярмут — Остенда                                                                                                   |                                    |                                 |  |
| 22   | Велика Британія | 1982 | Саутгемптон            | Фалмут — Лісабон — Віго — Саутгемптон                                                                                   | Dar Młodzieży                      |                                 |  |
| 23   | Франція         | 1983 | Сен-Мало               | Травемюнде — Карлскруна — Веймут — Сен-Мало                                                                             |                                    |                                 |  |
| 24   |                 | 1984 |                        | Сен-Мало — Лас-Пальмас — Гамільтон — Сент Джордж — Галіфакс — Квебек                                                    |                                    |                                 |  |
| 25   | Бельгія         | 1985 | Зебрюгге               | Бремергафен — Чатам — Зебрюгге                                                                                          |                                    |                                 |  |
| 26   | Швеція          | 1986 | Гетеборг               | Ньюкасл — Бремергафен — Ларвік — Гетеборг                                                                               |                                    |                                 |  |
| 27   | Франція         | 1987 | Шербур                 | |                                    |                                 |  |
| 28   | Данія           | 1988 | Копенгаген             | Карлскруна — Гельсінкі — Марієгамн — Копенгаген                                                                         |                                    |                                 |  |
| 29   | •               | 1989 | Травемюнде             | Лондон — Гамбург — Мальме — Травемюнде                                                                                  | Iskra                              |                                 |  |
| 30   | Бельгія         | 1990 | Зебрюгге               | Плімут — Ла-Корунья — Бордо — Зебрюгге                                                                                  |                                    | Jens Krogh                      |  |
| 31   | Нідерланди      | 1991 | Делфзейл               | Milford Haven — Корк — Белфаст — Абердин — Делфзейл                                                                     |                                    | Asgard II                       |  |
| 32   | Польща          | 1992 | Гдиня                  | Карлскруна — Котка — Таллінн — Гдиня                                                                                    |                                    | Гладан                          |  |
| 33   | Данія           | 1993 | Есб'єрг                | Ньюкасл — Берген — Ларвік — Есб'єрг                                                                                     |                                    | Colin Archer                    |  |
| 34   | Франція         | 1994 | Сен-Мало               | |                                    | Marineda                        |  |
| 35   | Бельгія         | 1995 | Зебрюгге               | |                                    | Urania                          |  |
| 36   | •               | 1996 | Неаполь • Копенгаген   | Генуя — Пальма — Неаполь • Rostock — Санкт-Петербург — Турку — Копенгаген                                               |                                    | Shabab Oman                     |  |
| 37   | Швеція          | 1997 | Гетеборг               | Абердин — Тронгейм — Ставангер — Гетеборг                                                                               |                                    | Esprit                          |  |
| 38   | Ірландія        | 1998 | Дублін                 | Фалмут — Лісабон — Віго — Дублін                                                                                        |                                    | Куаутемок                       |  |
| 39   | Данія           | 1999 | Ольборг                | Сен-Мало — Грінок — Лервік — Ольборг                                                                                    |                                    | Погорія                         |  |
| 40   | •               | 2000 | Гданськ • Амстердам    | Гданськ — Гельсінкі — Марієгамн — Стокгольм — Фленсборг • Саусгемптон — Генуя — Бермуди — Бостон — Галіфакс — Амстердам | Jolie Brise                        | Куаутемок                       |  |
| 41   | Данія           | 2001 | Есб'єрг                | Антверпен — Олесунн — Берген — Есб'єрг                                                                                  |                                    | RNOV Shabab Oman (1977)         |  |
| 42   | Велика Британія | 2002 | Портсмут               | |                                    | Tante Fine                      |  |
| 43   | Німеччина       | 2003 | Травемюнде (Любек)     | Гдиня — Турку — Рига — Травемюнде (Любек)                                                                               |                                    | Мир                             |  |
| 44   | Німеччина       | 2004 | Куксгафен              | Антверпен — Ольборг — Ставангер — Куксгафен                                                                             |                                    | Мир                             |  |
| 45   | Німеччина       | 2005 | Бремергавен            | |                                    | Shabab Oman                     |  |
| 46   | Бельгія         | 2006 | Антверпен              | Сен-Мало — Торбей — Лісабон — Ла-Коруна — Антверпен                                                                     | Мир                                | Juan de Langara                 |  |
| 47   | •               | 2007 | Генуя • Щецін          | Аліканте — Барселона — Тулон — Генуя • Орхус — Стокгольм — Котка — Щецін                                                | місто Амстердам • Christian Radich | Guayas (ship) • STS Lord Nelson |  |
| 48   | Нідерланди      | 2008 | Ден-Гельдер            | Ліверпуль — Молей — Берген — Ден-Гельдер                                                                                | Christian Radich                   | RNOV Shabab Oman                |  |
| 49   | •               | 2009 | Клайпеда • Белфаст     | Гдиня — Санкт-Петербург — Турку — Клайпеда • Віго — Тенерифе — Гамільтон — Чарлестон — Бостон — Галіфакс — Белфаст      | Christian Radich •                 | SY Sharki •                     |  |
| 50   | Велика Британія | 2010 | Гартпул                | Антверпен — Ольборг — Крістіансс — Гартпул                                                                              | Christian Radich • Wyvern          | RNOV Shabab Oman                |  |
| 51   | Німеччина       | 2011 | Куксгафен              | Вотерфорд — Грінок — Лервік — Ставангер — Куксгафен                                                                     | N/A                                | Wylde Swan                      |  |
| 52   | Ірландія        | 2012 | Дублін                 | Сен-Мало — Лісабон — Кадіс — Ла-Коруна — Дублін                                                                         | STS Fryderyk Chopin                | N/A                             |  |
| 53   | Польща          | 2013 | Щецін                  | Оргус — Гельсінкі — Рига — Щецін                                                                                        | SY Dar Szczecina                   | RNOV Shabab Oman                |  |